# Dean Huijsen
Dean Donny Huijsen Wijsmuller (* 14. dubna 2005) je fotbalista, který hraje jako obránce za španělský klub Real Madrid CF. Narodil se v Nizozemsku, ale hraje za španělskou reprezentaci. Je bývalým mládežnickým reprezentantem Nizozemska.
V mládežnických letech přešel do akademie italského Juventusu. V lednu 2023 debutoval za rezervní tým Juventusu, Juventus Next Gen. V říjnu 2024 debutoval za A-tým v Serii A. Po hostování v AS Řím přestoupil v červenci 2024 do Bournemouthu. Poté přestoupil do klubu Real Madrid

## Klubová kariéra

### Juventus
Začal hrát za Costa Unida CF de Marbella, ve věku 10 let přešel do Malágy. V roce 2021 přišel do Juventusu. Ve své první sezóně za tým od 17 let vstřelil 7 gólů. V následující sezóně hrál za tým do 19 let, od srpna od listopadu 2022 vstřelil za tým 6 gólů ve 14 zápasech.
Na začátku ledna 2023 začal hrát za rezervní Juventus Next Gen. Dne 8. ledna 2023 debutoval proti Pordenone. V 7. minutě zápasu dostal žlutou kartu, v 50. minutě vstřelil hlavičkou gól, který nebyl uznán kvůli ofsajdu
V červnu 2023 obnovil svou smlouvu klubu. Dne 22. října debutoval za A-tým v Serii A, v 78. minutě zápasu s Milánem střídal Federica Gattiho.

#### Hostování v AS Řím
Dne 6. ledna 2024 byl poslán na hostování do AS Řím, na hostování byl poslán do konce sezóny. Za klub debutoval následující den, odehrál druhý poločas zápasu proti Atalantě.
Dne 5. února vstřelil svůj první gól v Serii A.

### Bournemouth
V červenci 2024 podepsal s Bournemouthem šestiletou smlouvu. Dne 5. prosince 2024 vstřelil svůj první gól za klub, skóroval hlavičkou proti Tottenhamu.